# Asdrúbal Gibbons
Asdrúbal Enrique Gibbons Hidalgo (Guápiles, Pococí, 10 de junio de 1987) es un exfutbolista costarricense que jugó como defensa y su último equipo fue Jiracal Sercoba de la Segunda División de Costa Rica.

## Clubes
| Club                    | País       | Año         |
| ----------------------- | ---------- | ----------- |
| Municipal Coto Brus     | Costa Rica | 2013 - 2014 |
| AS Puma Generaleña      | Costa Rica | 2014 - 2016 |
| Jiracal Sercoba         | Costa Rica | 2016 - 2018 |
| Municipal Pérez Zeledón | Costa Rica | 2018 - 2021 |
| Municipal Liberia       | Costa Rica | 2021        |
| Puntarenas FC           | Costa Rica | 2021 - 2024 |
| Municipal Pérez Zeledon | Costa Rica | 2024        |
| Jiracal Sercoba         | Costa Rica | 2025        |

## Palmarés

### Títulos nacionales
| Título                         | Club               | País       | Año  |
| ------------------------------ | ------------------ | ---------- | ---- |
| Segunda División de Costa Rica | AS Puma Generaleña | Costa Rica | 2015 |
| Segunda División de Costa Rica | Jiracal Sercoba    | Costa Rica | 2017 |
| Segunda División de Costa Rica | Puntarenas F.C     | Costa Rica | 2022 |

### Distinciones individuales
| Distinción                                                     | Año  |
| -------------------------------------------------------------- | ---- |
| Incluido en el Once ideal de la Segunda División de Costa Rica | 2020 |